# Émile Aebischer
Pour les articles homonymes, voir Aebischer.
Émile Aebischer, dit « Yoki », né le 21 février 1922 à Romont et mort le 12 novembre 2012 à Givisiez, est un peintre, vitrailliste, mosaïste et sculpteur suisse.

## Biographie

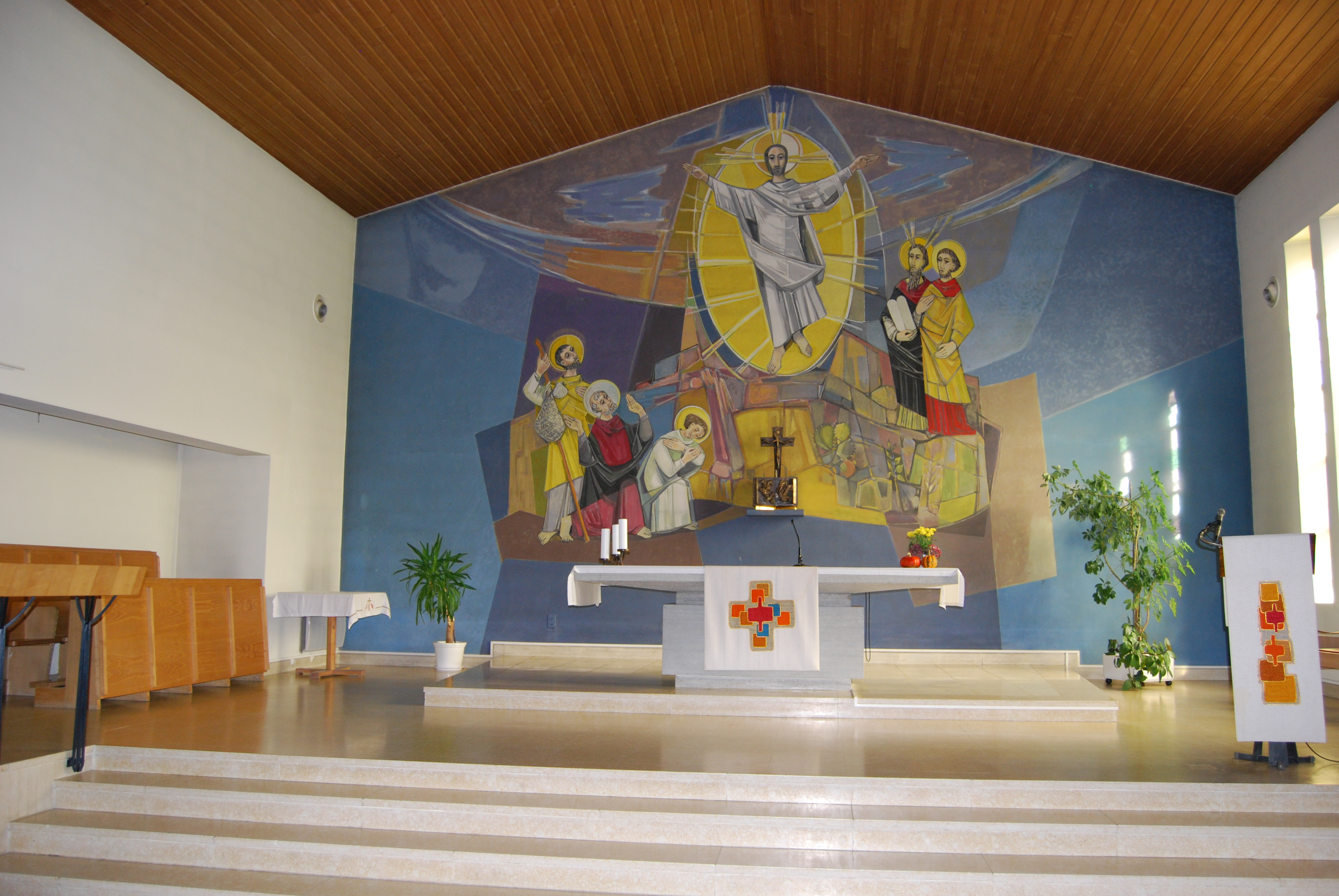
Grande peinture murale du chœur de l'église de Noréaz représentant la Transfiguration avec à gauche l'apôtre saint Jacques, patron de Noréaz

### Enfance et formation
Émile Aebischer voit le jour à Romont (Fribourg) le 21 février 1922. Troisième d’une fratrie de cinq, il passe son enfance et son adolescence dans le district de la Glâne, entouré de ses quatre sœurs. Tout jeune déjà, il reçoit le sobriquet de Yoki. Il effectue ses classes primaires à Romont puis entre au Pensionnat Saint-Charles où il suit trois années d’études littéraires. Lors des différentes cérémonies religieuses auxquelles il doit assister, il est marqué par les vitraux de la Collégiale qu’il a l’occasion de contempler longuement. À bicyclette, il sillonne aussi le district et en visite les différentes églises, dans un même esprit de curiosité, afin d’aller admirer les vitraux exécutés par Alexandre Cingria.
Obligé de subvenir à ses propres besoins, il entre au service d’un boulanger bernois comme garçon-livreur à bicyclette en 1936. Ceci lui permet d’apprendre un peu l’allemand, mais aussi d’en profiter pour visiter musées et galeries ; il a alors déjà cette ferme volonté de devenir peintre. Après un début d’apprentissage de boulanger–pâtissier en Valais, il rentre à Romont où il devient ouvrier à l’usine Electroverre. Le soir venu, il s’adonne cependant à la peinture, exécutant une première toile alors qu’il a tout juste dix-sept ans sans pourtant avoir jamais suivi de cours. Pur self-made-man, il étudie aussi le latin, dévore de très nombreux livres et apprend même les techniques d’affinage du fromage .

### Le Groupe de Saint-Luc
En 1938, l’architecte Fernand Dumas débauche le jeune Yoki de son emploi auprès d’Electroverre et l’engage dans son bureau. Il commence par agrandir, au carré, des maquettes de peintures murales et de décors, ce qui lui permet ainsi de contribuer au renouveau de l’art sacré dans le canton de Fribourg, au cœur même du Groupe de Saint-Luc. Chez Dumas, Yoki rencontre quelques-uns des artistes les plus importants de ce mouvement comme Alexandre Cingria, Gino Severini, Emilio Maria Beretta, Gaston Favarel ou encore Albert Chavaz ; il collabore également avec l’orfèvre Marcel Feuillat.
Yoki est engagé ensuite par le bureau parisien Dumas & Honegger, bureau d’architectes qui a charge de la construction des bâtiments de l’Université de Fribourg sur le site de Miséricorde, sous les auspices de l’abbé Charles Journet, qui n’a alors pas encore été créé cardinal. Il œuvre alors essentiellement avec les architectes Michel Macheret et Edward Andersson. Yoki travaille aussi étroitement avec le peintre genevois Maurice Barraud, alors déjà assez âgé, aux décors de la chapelle de l’Université.
Chez Dumas & Honegger, il fait la connaissance du bâlois Theodor Beck, avec lequel il parle d’art ; il lui fait part de son amour de la peinture française et de la difficulté d’en voir en Suisse. Beck lui suggère alors d’écrire à la collectionneuse et mécène Hedy Hahnloser-Bühler (de), qui, à Winterthour, possède un remarquable ensemble d’œuvres de Pierre Bonnard, Henri Matisse et Vincent Van Gogh notamment. Hedy Hahnloser-Bühler reçoit alors Yoki chez elle et lui prodigue des conseils, lui recommandant d’intégrer une école et de s’astreindre à une certaine discipline. Pendant les années de guerre, il lui rend visite à plusieurs reprises à la Villa Flora et elle lui fait découvrir son incroyable collection de toiles impressionistes et nabis ; Yoki se nourrit des conseils qu’elle lui prodigue. Deux ans après leur première rencontre, la collectionneuse est en mesure de s’enthousiasmer des progrès importants faits par le jeune homme .

### Les années de guerre
En 1942, Yoki emménage à Fribourg et installe son atelier à la rue des Épouses. Soucieux de s’y intégrer, il participe activement à la vie du Cercle artistique qu’animent Roger Nordmann ou encore le photographe Jacques Thévoz ; il fréquente aussi les peintres Armand Niquille et Bernard Schorderet, qu’il retrouve par la suite à Paris.
Sa première exposition se tient en juin 1945 à Fribourg, à l’Hôtel Suisse. La même année, il effectue son service militaire de mobilisation. Durant cette période, il reçoit pour mission de décorer les murs d’un réfectoire dans le Simmental et peint aussi, dans une petite chapelle, une Annonciation. Il se languit cependant de ne pouvoir peindre autant qu’il l’aimerait .
Outre ses visites à Hedy Hahnloser, il se rend aussi à Zurich chez Germaine Richier qui l’invite à étudier, dans son atelier des bords de la Limmat, le modèle vivant. Il s’y lie ainsi d’amitié avec elle et son mari, le sculpteur Otto Bänninger, rencontré quelques années plus tôt déjà lors de la construction de l’Université de Fribourg pour laquelle Bänninger avait conçu les grandes portes en bronze de l’Aula Magna. Ce séjour outre-Sarine est pour lui salutaire. La sculptrice zurichoise semble apprécier la présence du jeune Yoki auprès d’elle et lui propose même, par l’entremise de leur ami commun l’écrivain Georges Borgeaud, d’aller passer un mois dans son atelier parisien. Afin d’entamer ce séjour, il reçoit une bourse d’études que lui octroie Joseph Piller, directeur du département de l’Instruction publique .

### Paris
Une fois arrivé à Paris, plutôt que de s’inscrire à l’École nationale supérieure des beaux-arts de Paris, Yoki préfère fréquenter les académies libres ; il étudie ainsi auprès d’André Lhote entre 1946 et 1948. Ce dernier confirme alors les conseils dispensés par Hedy Hahnloser, lui enseignant que le dessin s’acquiert à force de persévérance, alors que l’on naît coloriste.
Au début, Yoki occupe un atelier situé rue Campagne-Première, dans le quartier du Montparnasse. Cependant, il doit quitter cet endroit et trouve refuge chez son ami Bernard Schorderet, qui habite à proximité. Souvent, ils sont rejoints par Georges Borgeaud, venu leur rendre visite en voisin. Yoki, avec ses amis, aime régulièrement visiter des musées et des galeries, notamment la Galerie Maeght, où il s’émerveille devant les œuvres de Georges Braque ou Raoul Ubac, ainsi que les dernières gravures de Pablo Picasso. Il n’hésite pas à écrire des critiques sur certaines de ses découvertes, comme le Miserere de Georges Rouault ou l’exposition d’Édouard Vuillard à la Galerie Charpentier, dans la revue « Astragale ». En 1947, la visite de l’exposition Vincent Van Gogh le touche profondément et le pousse à explorer davantage la voie de la couleur.
À Paris, il noue des amitiés avec le peintre argentin Sergio de Castro et la sculptrice parisienne Claude de Soria. Il rencontre également la fille de Georges Rouault et reçoit des encouragements de l’historien de l’art Bernard Dorival. Ces rencontres lui permettent de bâtir un réseau de contacts précieux qui l’accompagnera tout au long de sa vie. Paris devient pour lui un lieu d’épanouissement artistique, où il revient souvent par la suite.

### Yoki,monument man
Dans la suite des premiers travaux appliqués que lui confie Fernand Dumas, le nombre de chantiers dont Yoki reçoit la charge va croissant, qu’il s’agisse de décors peints ou de la réalisation de vitraux. En 1948, avec le concours de l’architecte, il peint le plafond de l’église de Massongex pour laquelle il exécute également un chemin de croix .
À partir de 1949, il se consacre principalement à la création de vitraux et de décorations murales. Yoki prend aussi en main différents monuments ayant souffert durant la guerre, et ce pendant près de quatre ans, dans différents pays. Plus que de restaurations, il s’agit en général de créations, qui doivent cependant s’harmoniser avec l’architecture, ce qu’il peut gérer facilement grâce à sa formation auprès de Dumas. Sur recommandation du père Maurice Moullet, cordelier et professeur d'histoire de l'art à l'Université de Fribourg, il exécute les peintures du plafond en bois de l’église franciscaine de Kaiserslautern, en Allemagne, puis celle de Liverpool où il décore la voûte de l’église Saint-Antoine de Padoue d’une ''Résurrection'' qu’il flanque de la ''Descente de Croix'' et des ''Pèlerins d’Emmaüs'', de même que les murs des chapelles latérales dédiées à saint Antoine et à saint François entre 1951 et 1952 (le tout a été recouvert en 1962-1963). C’est lors de ce séjour qu’il effectue en Angleterre qu’il fait la connaissance de Joan O’Boyle, enseignante irlandaise. Après avoir chuté d’un échafaudage et s’être cassé le bras, il est au chômage technique. Il passe alors beaucoup temps avec cette jeune femme avec laquelle il finit par se fiancer à Paris peu de temps après et qu’il épouse.

### Entre bohème et vie de château
À son arrivée en Suisse, le couple vit modestement. Après avoir séjourné quelque temps dans le quartier de Beauregard, à Fribourg, chez une sœur de Yoki et son beau-frère, les jeunes mariés s’installent à la Samaritaine, en Basse-Ville, dans un deux pièces propriété du peintre-laitier Ernest Riesemey. La famille élit ensuite domicile au Stalden, avant de s’installer à la Grand-Rue. Malgré leur situation financière toujours précaire, les Aebischer accueillent en permanence amis artistes et artisans, mais aussi des musiciens et des intellectuels. Défilent ainsi Michel Corboz, Armin Jordan, Georges Borgeaud ou encore le professeur de littérature Pierre-Henri Simon pour lesquels il y a toujours un couvert mis à la table familiale. Afin de pouvoir faire bouillir la marmite, Yoki met aussi son talent au service de la publicité, que ce soit pour des boutiques de la place ou même la Société de développement de la Ville de Fribourg. À cette époque, il entre à la Société des Peintres, Sculpteurs et Architectes Suisses dont il sera par la suite aussi successivement secrétaire et président. En 1954 naît son fils Patrick.
À la fin des années 1950, les frères sculpteurs Émile et Louis Angéloz rachètent le château de Corbières  à ses propriétaires d’alors afin d’y créer une colonie d’artistes. Si les Angéloz décident d’y vivre à l’année, d’autres y viennent ponctuellement, comme c’est le cas de la famille Aebischer. Yoki et les siens y passent les vacances et l’essentiel de leurs week-ends, tout en vivant à Fribourg. L’aventure de Corbières dure jusqu’en 1970, année de vente du château ; le nouvel acheteur congédie les artistes en résidence, obligeant la petite communauté à se disperser .
Durant cette période, Yoki est aussi très proche de Marcel Strub, conservateur au Musée d'Art et d'Histoire, qui l’a encouragé depuis ses débuts et le soutient dans ses différents projets. Strub consacre à l’artiste de nombreux articles et défend assidument son travail dans la presse, tout comme le fera aussi par la suite son successeur Michel Terrapon.

### La passion du vitrail
À partir de la fin des années 1940, Yoki se consacre presque exclusivement à l’art du vitrail et à la création d’œuvres intégrées à diverses architectures. Il touche alors peu à ses pinceaux, étant souvent contraint de réaliser d’importants travaux dans des délais très courts. Pour perfectionner sa technique, il passe par Nancy, où il suit une formation aux Ateliers Benoît, dirigés par les frères Henry et Pierre Benoît, spécialistes du vitrail religieux.
Au début, il collabore avec l’atelier fribourgeois Herbert Fleckner où il fait la connaissance de Michel Eltschinger. Rapidement, une grande complicité naît entre eux. Ensemble, ils choisissent les couleurs des verres en se basant sur les cartons, puis procèdent à la pose des vitraux.
En plus de Michel Eltschinger, Yoki collabore également sur de nombreux projets avec d’autres artistes, orfèvres et sculpteurs, dans l’esprit du Groupe de Saint-Luc.
Sa rencontre avec le père Marie-Alain Couturier, l'un des principaux promoteurs, en France, du renouveau de l'art sacré au lendemain de la Seconde Guerre mondiale marque un tournant. En 1954, il réalise la grande verrière de l’Abbaye de Sept-Fons, marquant ainsi le début d’une longue série de créations à travers la France. Par la suite, il intervient notamment en Bourgogne mais aussi dans le Puy-de-Dôme, les Vosges, les Ardennes, ainsi qu’à l’Abbaye Notre-Dame d'Aiguebelle et dans le Var. Son œuvre est riche et diversifiée. Ayant exercé son art dans sept pays différents, il doit constamment s’adapter à la sensibilité de chaque culture, respecter les traditions locales, et veiller à ne pas heurter les sensibilités, notamment en ce qui concerne l’iconographie, comme cela a été le cas en Israël et au Tchad. En 1967, il exécute une série de seize vitraux pour la basilique de l'Annonciation à Nazareth, représentant notamment des apôtres.
En 1969, il est fait appel à lui, en complément du travail exécuté par Théodore Strawinsky, pour l’église du Christ-Roi, sur le boulevard de Pérolles, afin de permettre que des artistes fribourgeois soient associés au projet. Yoki accepte de créer les vitraux de la chapelle de la Vierge dans des thématiques définies par le cardinal Journet.
En 1981, Yoki figure parmi les fondateurs du Musée du vitrail de Romont, devenu Musée Suisse du vitrail en 1988 et actuel Vitromusée, aux côtés de docteur Pierre Fasel. Désireux d’étudier le sujet au-delà de son propre œuvre, il souhaite faire connaître le vitrail et ses techniques dans toute leur complexité. Le château de Romont se prête à cette réalisation, d’autant plus que la région est le berceau du Groupe de Saint-Luc.

### Vers la maturité: le retour à la peinture
Dans le courant des années 1970, jouissant alors d’une réputation quasi exclusive de maître-verrier, Yoki recommence à peindre, renouant ainsi avec une carrière interrompue par le travail du vitrail qui lui prenait jusqu’alors l’essentiel de son temps . Dès lors, il se consacre principalement à sa peinture, n’acceptant plus que la réalisation de vitraux dont l’exécution lui tient particulièrement à cœur.
Quittant son atelier de l’ancienne Vannerie, mis à disposition par l’État de Fribourg, il prend ses quartiers à Courtaney, près du lac de Seedorf qui devient l’un de ses motifs favoris, et y installe son atelier au fond d’un petit vallon dans l’ancien moulin.
En 1978, le Musée d’art et d’histoire de Fribourg consacre une grande rétrospective à l’ensemble de son œuvre.
À l’occasion de ses 65 ans, Yoki bénéficie d’un double hommage. En plus d’une rétrospective qui se tient au musée suisse du vitrail de Romont, un ouvrage monographique, préfacé par Jean Roudaut, paraît aux Éditions Martin Michel, inaugurant avec l’artiste une collection consacrée aux « Peintres fribourgeois ». Cette première publication vient couronner près de cinquante ans de carrière.
En 1996, il est nommé chevalier des Arts et des Lettres par la France pour sa participation notamment à la création de l’Alliance Française de Fribourg trente ans plus tôt. Il reçoit également le prix de la Fondation Claude Blancpain.
Alors qu’il approche de ses 85 ans, Yoki entame la compilation d’articles de presse, de cartons d’invitations et de lettres d’artistes ou d’amis proches, une somme de souvenirs qu’il dédie à son épouse et qui a pour but d’embrasser l’ensemble de sa longue carrière. En juillet 2010, il perd Joan ; cette disparition met fin à près de soixante ans de complicité et laisse un grand vide.
Ayant perdu son autonomie et ne pouvant plus vivre seul, il entre en résidence au Manoir, à Givisiez. Grâce à un aide qui l’emmène tous les matins à son atelier, il continue toutefois à peindre. Yoki s’éteint le 12 novembre 2012 à Givisiez des suites de la maladie d’Alzheimer qui lui aura permis malgré tout d’exercer son art jusqu’à peu de temps avant sa disparition .

## Famille
Il est le père de Patrick Aebischer (né en 1954), ancien président de l'École polytechnique fédérale de Lausanne (EPFL).